# Ivan Tul
Ivan Tul, slovenski rimskokatoliški duhovnik, nabožni pisatelj in pesnik ter publicist, * 2. julij 1877, Mačkolje, Italija, † 26. januar 1959, Gorica.

## Življenjepis
Tul je bil leta 1901 posvečen v duhovnika. Po posvečenju je najprej služboval kot kaplan v Predloki, nato pa je bil med drugim tajnik tržaškega škofa F. Nagla in kaplan v Trstu. Po dodatnem študiju telogije na Dunaju (1910 do 1912) je leta 1913 doktoriral in postal profesor pripravnik v goriškem bogoslovju. Med 1. svet. vojno je bil kurat, po vojni pa ponovno profesor teologije v Gorici. Mesto profesorja je moral 1934 zaradi fašističnega pritiska zapustiti. Od tedaj je bil duhovnik pri usmiljenih bratih v Gorici.

## Literarno delo
Tul je sestavljal molitvenike (Kraljica vernih duš, Gorica, 1931; Zdravje bolnikov, Gorica, 1933) in pisal nabožne knjige (Zvezde vodnice za fante in može, Gorica, 1940; Šopek cvetlični za naše žene in naša dekleta, Gorica, 1947; Pasijonke, Gorica 1955) pa tudi nabožne, rodoljubne in prigodne pesmi (Rožmarin in Cipresa I-II, Gorica 1955). Leta 1904 je napisal in v Trstu izdal brošuro Ricmanjsko cerkveno vprašanje v kateri si prizadeva za »glagolsko bogoslužje« (»glagoliti«, slovensko govoriti) v tem kraju.
V verskem tisku ter koledarjih Mohorjeve družbe je objaljal članke z nabožno vsebino.